# Juchari-Jarak
Juchari-Jarak (ros. Юхари-Ярак) – wieś w Rosji, w Dagestanie, w rejonie chiwskim. W 2010 liczyła 349 mieszkańców, głównie Tabasaranów.